# 700 (číslo)
Sedm set je přirozené číslo.  Následuje po čísle šest set devadesát devět a předchází číslu sedm set jedna. římskými číslicemi zapisuje DCC, řeckými číslicemi ψ a hebrejskými číslicemi ן.

## Matematika
700 je:
- Abundantní číslo
- Složené číslo
- Šťastné číslo
- Součet čtyř po sobě jdoucích prvočísel (167 + 173 + 179 + 181)

## Astronomie
- (700) Auravictrix je planetka hlavního pásu, kterou objevil v roce 1910 Joseph Helffrich

### Roky
- 700
- 700 př. n. l.